# تینک (نیوجرسی)
تینک (به انگلیسی: Teaneck) شهری در ایالت نیوجرسی کشور ایالات متحده آمریکا است که جمعیت آن در سرشماری سال ۲۰۱۰ میلادی، ۳۹٬۷۷۶ نفر بوده‌است.